# Palacio Episcopal de Cuenca
El Palacio Episcopal es un edificio de la ciudad española de Cuenca, que alberga el Museo Diocesano.

## Historia
El palacio episcopal se instaló en 1250 en unas casas que el Cabildo de la Catedral dio al obispo don Mateo Reinal. De aquellas casas, que probablemente en su origen fueron musulmanas, quedan unas inscripciones árabes y una puerta decorada con yeserías. 
A fines del siglo XV, se instala en el palacio el Tribunal de la Inquisición, y allí permanece hasta 1530. En 1535, el obispo Diego Ramírez decidió remodelar el palacio. Contrató a Pedro de Alviz, quien proyectó el palacio con un patio central, disponiendo las estancias en torno al mismo. Todo lo referente a la labor de carpintería y albañilería se lo encomendó al carpintero Alonso de León.

## Descripción
El patio del palacio, que se conserva en muy buen estado, es de planta cuadrada; en el piso bajo tiene en cada panda tres arcos góticos, de sección curva de estilo Reyes Católicos. En el piso alto, se abre una galería que duplicar los vanos, con arcos carpaneles que apoyan sobre columnas de orden jónico. El escudo de Diego Ramírez, aparece aquí, al igual que en otras partes del edificio. Delante de este patio principal, había otro, de una sola planta, al que se ingresaba directamente desde el exterior. En él, dos puerta platerescas contrastan con la que, en el siglo XVII, se puso en el zaguán: almohadillada y con decoración a base de pirámides y bolas. 
A principios del siglo XVIII, el patio delantero sufrió una importante remodelación. Se hizo entonces una ampliación de la crujía que da a la fachada principal y que entesta con el crucero. La fachada es de extraordinario clasicismo en su ordenación general y en la decoración de los huecos. En 1781 se cerró el patio principal, y se decoró el techo de uno de los salones de la planta noble, situado en el ala sur, con una pequeña cúpula, cuyas pechinas se adornan con águilas en relieve. 